# سان مارتین د پوسا
سان مارتین د پوسا (به اسپانیایی: San Martín de Pusa) یک شهرستان در اسپانیا است که در استان تولدو واقع شده‌است.

## خصوصیات
سان مارتین د پوسا ۱۰۴ کیلومترمربع مساحت و ۸۲۵ نفر جمعیت دارد و ۵۰۷ متر بالاتر از سطح دریا واقع شده‌است.